# Zacisze (Częstochowa)
Zacisze – część miasta Częstochowy zaliczająca się do Stradomia.
Od XVII wieku znajdował się tutaj folwark. W okresie zaborów władze carskie wybudowały w okolicach Zacisza koszary – obecnie znajduje się tam Centralna Szkoła Państwowej Straży Pożarnej. W 1900 roku folwark Zacisze należał do gminy Grabówka. Grunty Zacisza zostały włączone do Częstochowy w 1928 oraz 1952 roku.